# Jan Kryštof Pitsch
Jan Kryštof Pitsch (1. polovina 18. století – 2. března 1779 Horní Police) byl český katolický kněz, pátý infulovaný arciděkan v Horní Polici v letech 1775-1779.

## Život
Katolický kněz Jan Kryštof Pitsch byl jmenován litoměřickým biskupem Emanuelem Arnoštem z Valdštejna do úřadu arciděkana v Horní Polici. Arciděkanského úřadu se ujal v květnu 1775. K tomuto úřadu se váže ustanovení papežského breve ze 6. prosince 1736 papeže Klementa XII. Získal právo, tak jako jeho čtyři předchůdci, používat pontifikálie na způsob opatů (latinsky „ad instar Abbatum”), tzn. stal se infulovaným arciděkanem.
Jan Kryštof Pitsch zemřel 27. února 1779 na morové onemocnění (febris petechialis). Morem se nakazil ve vojenské nemocnici dočasně zřízené v polickém zámku. Byl pochován v polickém kostele Navštívení Panny Marie, v prostoru pod velkým lustrem, a to spolu s kostmi faráře Michaela Gabriela Jantsche.